# Малые Кисели (Киров)
 Кисели — упразднённая в 1994 году деревня Красногорского сельсовета Кировской области России. Ныне улица Малая деревни Кисели на территории Октябрьского района города Киров.

## География
Расположена была в центральной части региона, в подзоне южной тайги, при автодороге 33Н-120, на расстоянии приблизительно 5 километров (по прямой) на запад от железнодорожного вокзала станции Киров.

### Климат
Климат в местности характеризуется как умеренно-континентальный с ярко выраженными временами года. Среднегодовая температура — 1,6 °C. Средняя температура воздуха самого холодного месяца (января) составляет −14,4 °C (абсолютный минимум — −50 °С); самого тёплого месяца (июля) — 17,9 °C. Безморозный период длится в течение 99—123 дней. Годовое количество атмосферных осадков — 582 мм, из которых около 415 мм выпадает в период с апреля по октябрь.

## Топоним
Впервые упоминается в документах 1782—1785 годов с наименованием «Якушевская в 3-м селении». Известна к 1802 году как деревня Шепелевская тож Якушевская и Елкинская, к 1873 году как Ильниковская (Кисели, Кураж).

## История
Согласно тексту купчей от 08.04.1680 из документов 1782—1785 годов Василием Козьминым сыном Киселевым у Степана Ермолаева сына Лихачева за 4 рубля была приобретена «деревня з дворными и гуменными хоромы без вывода опричь житейския порядни и с лушками».
Список населённых мест Вятской губернии 1802 года упоминает деревню Вятская округа, Бахтинской волости о 7 дворах и 26 душах.
К 1989 году деревня	Малые Кисели входила в Красногорский сельсовет, Октябрьский райсовет, Кировский горсовет.	
В 1994 году деревни Большие Кисели и Малые Кисели в один населенный пункт — деревню Кисели Красногорского сельсовета со снятием с учёта деревень Малые Кисели и Большие Кисели.

## Население
По данным Всесоюзной переписи населения 1989 года проживали 26 человек, из них	10 мужчин,	16 женщин.